# ان‌جی‌سی ۲۲۰
ان‌جی‌سی ۲۲۰ (انگلیسی: NGC 220) یک خوشه باز است که تقریباً در فاصله ۲۱۰۰۰۰ سال نوری از خورشید در ابر ماژلانی کوچک و در صورت فلکی توکان جای دارد. این خوشه در ۱۲ اوت ۱۸۳۴ توسط جان هرشل کشف شد.